# Cristhian Stuani
Cristhian Ricardo Stuani Curbelo (Tala, 12 oktober 1986) is een Uruguayaans voetballer die doorgaans als aanvaller speelt. Hij verruilde Middlesbrough in juli 2017 voor Girona FC. Stuani debuteerde in 2012 in het Uruguayaans voetbalelftal.

## Clubcarrière
Stuani begon zijn professionele voetbalcarrière in 2005 bij het Uruguayaanse Danubio. In 2005 werd hij uitgeleend aan de Uruguayaanse tweedeklasser Bella Vista, waar hij twaalf doelpunten in veertien wedstrijden maakte.
In januari 2008 tekende hij een vierjarig contract bij het Italiaanse Reggina. Hij debuteerde op 12 januari 2008 tegen Empoli. Op 31 juli 2009 werd hij uitgeleend aan de Spaanse tweedeklasser Albacete Balompié. Daar scoorde hij 22 doelpunten in 39 competitiewedstrijden. In juli 2010 werd hij uitgeleend aan Levante UD, actief in de Primera División. In 30 competitiewedstrijden maakte hij acht doelpunten voor Levante. In augustus 2011 werd hij voor een seizoen uitgeleend aan Racing Santander, waar hij negen doelpunten wist te maken in de Segunda División.
Op 29 augustus 2012 werd hij verkocht aan RCD Espanyol. Hij tekende een vierjarig contract bij de Catalaanse club. In zijn eerste seizoen was hij zevenmaal trefzeker in 31 competitieduels. Ook in het seizoen 2013/14 was Stuani een vaste waarde in het elftal.
Vanaf 2015-2016 stapte hij over naar het Engelse Championship bij Middlesbrough. Hij zou er in totaal twee seizoenen blijven en scoorde tijdens de competitie respectievelijk 7 doelpunten uit 36 wedstrijden en 4 doelpunten uit 23 wedstrijden.
Hij zou nog een stuk van de voorbereiding van seizoen 2017-2018 meemaken, maar voor de start de overgang maken naar Girona FC, een ploeg uit de Primera División. Tijdens het eerste seizoen scoorde hij tijdens de competitie 21 doelpunten uit 33 wedstrijden en het tweede seizoen 19 doelpunten uit 31 wedstrijden. Op het einde van dit laatste seizoen kon de ploeg haar behoud niet veilig stellen, zodat de speler vanaf seizoen 2019-2020 de ploeg volgde naar de Segunda División A. Tijdens het eerste seizoen op het tweede niveau van het Spaanse voetbal zou hij topscorer van de reeks worden met 29 doelpunten uit 36 wedstrijden.

## Interlandcarrière
Stuani debuteerde op 14 november 2012 in het Uruguayaans voetbalelftal, in een oefeninterland tegen Polen, net als Matías Aguirregaray. Hij viel na 84 minuten bij een 1–3 stand in het voordeel van Uruguay in voor Luis Suárez. Stuani was op 13 november 2013 een van de vijf doelpuntenmakers voor Uruguay in het eerste play-offduel in de kwalificatie voor het wereldkampioenschap voetbal 2014 in Brazilië, tegen Jordanië (0–5) . In mei 2014 werd Stuani door bondscoach Oscar Tabárez opgenomen in de selectie voor het eindtoernooi.
Stuani maakte eveneens deel uit van de Uruguayaanse selectie die deelnam aan de WK-eindronde 2018 in Rusland. La Celeste behaalde drie zeges op rij in groep A, waarna de ploeg van bondscoach Oscar Tabárez in de achtste finales afrekende met regerend Europees kampioen Portugal (2–1) door twee treffers van aanvaller Edinson Cavani. Zonder diens inbreng (kuitblessure) verloor Uruguay vervolgens in de kwartfinale met 2–0 van de latere wereldkampioen Frankrijk. Stuani kwam in twee van de vijf WK-duels in actie voor zijn vaderland.
| Interlands van Christian Stuani voor Uruguay | Interlands van Christian Stuani voor Uruguay | Interlands van Christian Stuani voor Uruguay | Interlands van Christian Stuani voor Uruguay | Interlands van Christian Stuani voor Uruguay | Interlands van Christian Stuani voor Uruguay | Interlands van Christian Stuani voor Uruguay |
| №                                            | Datum                                        | Wedstrijd                                    | Uitslag                                      | Competitie                                   | Goals                                        | Assists                                      |
| Als speler van RCD Espanyol                  | Als speler van RCD Espanyol                  | Als speler van RCD Espanyol                  | Als speler van RCD Espanyol                  | Als speler van RCD Espanyol                  | Als speler van RCD Espanyol                  | Als speler van RCD Espanyol                  |
| -------------------------------------------- | -------------------------------------------- | -------------------------------------------- | -------------------------------------------- | -------------------------------------------- | -------------------------------------------- | -------------------------------------------- |
| 1                                            | 14 november 2012                             | Polen – Uruguay                              | 1 – 3                                        | Vriendschappelijk                            | 0                                            | 0                                            |
| 2                                            | 14 augustus 2013                             | Japan – Uruguay                              | 2 – 4                                        | Vriendschappelijk                            | 0                                            | 0                                            |
| 3                                            | 6 september 2013                             | Peru – Uruguay                               | 1 – 2                                        | WK-kwalificatie                              | 0                                            | 1                                            |
| 4                                            | 10 september 2013                            | Uruguay – Colombia                           | 2 – 0                                        | WK-kwalificatie                              | 81'                                          | 0                                            |
| 5                                            | 15 oktober 2013                              | Uruguay – Argentinië                         | 3 – 2                                        | WK-kwalificatie                              | 0                                            | 0                                            |
| 6                                            | 13 november 2013                             | Jordanië – Uruguay                           | 0 – 5                                        | WK-kwalificatie                              | 42'                                          | 0                                            |
| 7                                            | 20 november 2013                             | Uruguay – Jordanië                           | 0 – 0                                        | WK-kwalificatie                              | 0                                            | 0                                            |
| 8                                            | 5 maart 2014                                 | Oostenrijk – Uruguay                         | 1 – 1                                        | Vriendschappelijk                            | 0                                            | 0                                            |
| 9                                            | 31 mei 2014                                  | Uruguay – Noord-Ierland                      | 1 – 0                                        | Vriendschappelijk                            | 62'                                          | 0                                            |
| 10                                           | 4 juni 2014                                  | Uruguay – Slovenië                           | 2 – 0                                        | Vriendschappelijk                            | 76'                                          | 0                                            |
| 11                                           | 14 juni 2014                                 | Uruguay – Costa Rica                         | 1 – 3                                        | WK 2014                                      | 0                                            | 0                                            |

1 Carlos ·
3 Gutiérrez ·
4 Martínez ·
5 López ·
6 Van de Beek ·
7 Stuani  ·
8 Tsyhankov ·
9 Ruiz ·
10 Asprilla ·
11 Danjuma ·
13 Gazzaniga ·
14 Romeu ·
15 Juanpe ·
16 Francés ·
17 Blind ·
18 Krejčí ·
19 Miovski ·
20 Gil ·
21 Herrera ·
22 Solís ·
23 Martín ·
24 Portu ·
25 López ·
27 Misehouy ·
Coach: Míchel
1 Muslera ·
2 Giménez ·
3 Godín  ·
4 Varela ·
5 Sánchez ·
6 Bentancur ·
7 Rodríguez ·
8 Nández ·
9 Suárez ·
10 De Arrascaeta ·
11 Stuani ·
12 Campaña ·
13 Silva ·
14 Torreira ·
15 Vecino ·
16 Pereira ·
17 Laxalt ·
18 Gómez ·
19 Coates ·
20 Urretaviscaya ·
21 Cavani ·
22 Cáceres ·
23 Silva ·
Coach: Tabárez